# Стриминг-телевизија
Стриминг телевизија је дигитална дистрибуција телевизијског садржаја, као што су телевизијски програми, као стриминг видео проучен преко интернета. Стриминг ТВ стоји као контраст намењен терестријалној телевизији, кабловској телевизији и/или сателитској телевизији. Коришћене стриминг онлајн видеа и веб телевизија од стране корисника је видело знатно повећање откако су покренуте онлајн видео платформе као што су YouTube и Netflix.